# سید حسین هاشمی حائری
سید حسین هاشمی حائری (١٢٨۵-نامعلوم) از سیاستمداران ایرانی بود، که در دوره‌  بیستم بعنوان نماینده کهکیلویه در مجلس شورای ملی حضور داشت.

## زندگی
سید حسین هاشمی حائری به سال ١٢٨۵ 
در كربلا متولد شد. در كودكى پدر و مادر خود را از دست داد و تحت حضانت عموى خود قرار گرفت. پس از انجام تحصیلات ابتدائى وارد دبیرستان نظام شد و در سال ١٣٠٧ به درجه افسری رسید. در سال ١٣١٧ دوره دانشگاه جنگ و دوره‏ فرماندهى را گذراند. او در کارنامه‌اش فرماندهی تیپ مستقل مكانیزه در ‌تهران،  تیپ مستقل اردبیل، تیپ كازرون، ریاست ستاد ناحیه‏ ۶،  ریاست ستاد سپاه سوم كرمان ، فرماندهى لشكر كرمانشاه ، معاونت ستاد ارتش و همچنین ریاست اداره دادرسى ارتش را دارد. وى در سال ١٣٢٨ درجه‏ سرتیپى و در سال ١٣٣٢ درجه‏ سرلشكرى را دریافت كرد. 
هاشمى حائرى پس از بازنشستگى در سال ١٣٣٩ كاندیداى نمایندگى مجلس شوراى ملى گردید و از كهكیلویه به نمایندگى انتخاب گردید. 